# FoC Farsta
FoC Farsta ist ein schwedischer Sportverein aus dem Stockholmer Stadtteil Farsta. 

## Geschichte
FoC Farsta gründete sich im November 1977 im Zuge einer Fusion von Farsta AIK und IF Cobran.
Die Fraueneishockeymannschaft war ab Ende der 1980er Jahre eine der bedeutendsten Mannschaften im schwedischen Eishockey. Nachdem sie mehrfach Vizemeister hinter dem Nacka HK geworden war, gewann sie 1995 erstmals den nationalen Meistertitel. Nach einem zweiten Titelgewinn 1997 konnte die Mannschaft ab Beginn der 2000er Jahre nicht mehr an diese Erfolge anknüpfen.
Die Männerfußballmannschaft bewegte sich ab Beginn der 1990er Jahre zwischen vierter und fünfter Spielklasse. Unter anderem hat der Klub bzw. seine Vorgänger mit Per Holmberg und Pa Amat Dibba Allsvenskan-Spieler hervorgebracht.